# Jens Köhn
Jens Köhn (* 21. März 1948; † 5. April 2020) war ein deutscher Alt- und Rechtshistoriker sowie Rechtsanwalt und Autor.
Jens Köhn studierte Rechtswissenschaften mit einem Schwerpunkt auf der antiken Rechtsgeschichte und promovierte 1977 an der Akademie der Wissenschaften der DDR mit einer Arbeit zum Thema Zum Recht der Kolonen in Italien. (Eine Untersuchung anhand der römischen Juristenliteratur bis zum Anfang des 3. Jh.). Auf Betreiben von Helga Köpstein wurde er Angestellter des Zentralinstituts für Alte Geschichte und Archäologie (ZIAGA). Hier war Köhn an mehreren der Projekte des Zentralinstituts beteiligt. Gemeinsam mit Klaus-Peter Johne und Volker Weber verfasste er mit Die Kolonen in Italien und den westlichen Provinzen des Römischen Reiches eine der wenigen Schriften aus der DDR zur Alten Geschichte, die international nachhaltige Beachtung fanden. Köhn war für die rechtshistorischen Teile der Schrift zuständig. Gemeinsam mit Joachim Herrmann gab er die seinerzeit prestigeträchtige ZIAGA-Schrift Familie, Staat und Gesellschaftsformation heraus; gemeinsam mit Burkhard Rode die Festschrift Eigentum als Ehrung für Werner Sellnow. Zudem verfasste Köhn drei Kinderbücher. Im Zuge der politischen Wende gab er seine Stellung am ZIAGA auf und wurde Rechtsanwalt. Er war Vizepräsident des Sportvereins SV Lichtenberg 47.
Jens Köhn starb am 5. April 2020 aufgrund eines Herzinfarkts.

## Schriften (Auswahl)
Fachliteratur
- mit Klaus-Peter Johne und Volker Weber: Die Kolonen in Italien und den westlichen Provinzen des Römischen Reiches. Eine Untersuchung der literarischen, juristischen und epigraphischen Quellen vom 2. Jh. v.u.Z. bis zu den Severern (= Schriften zur Geschichte und Kultur der Antike, Band 21) Akademie, Berlin 1983.
- Herausgeber mit Burkhard Rode: Eigentum. Beiträge zu seiner Entwicklung in politischen Gesellschaften. Werner Sellnow zum 70. Geburtstag. Böhlau, Weimar 1987, ISBN 3-7400-0055-4.
- Herausgeber mit Joachim Herrmann: Familie, Staat und Gesellschaftsformation. Grundprobleme vorkapitalistischer Epochen einhundert Jahre nach Friedrich Engels' Werk „Der Ursprung der Familie, des Privateigentums und des Staats“ (= Veröffentlichungen des Zentralinstituts für Alte Geschichte und Archäologie der Akademie der Wissenschaften der DDR, Band 16), Akademie, Berlin 1988, ISBN 3-05-000353-7.

Kinderbücher
- Die Wölfin vom Kapitol. Kinderbuchverlag, Berlin 1985.
- Götter, Helden, Ungeheuer. (= Mein kleines Lexikon), Kinderbuchverlag, Berlin 1988, ISBN 3-358-00913-0 (1991 auch in Blindenschrift erschienen). (illustriert von Elfriede und Eberhard Binder).
- Die Etrusker. Kinder des Tinia. (= Alte Kulturen am Mittelmeer), Kinderbuchverlag, Berlin 1991, ISBN 3-358-01623-4.

## Einzelbelege
1. ↑  Ehemaliger Vizepräsident Dr. Jens Köhn verstorben. 14. April 2020, abgerufen am 8. August 2021 (deutsch).

| Personendaten    | Personendaten                                               |
| ---------------- | ----------------------------------------------------------- |
| NAME             | Köhn, Jens                                                  |
| KURZBESCHREIBUNG | deutscher Alt- und Rechtshistoriker, Rechtsanwalt und Autor |
| GEBURTSDATUM     | 21. März 1948                                               |
| STERBEDATUM      | 5. April 2020                                               |